# Аміс (мова)

Аміс вважається мовою під загрозою

Аміс (Sowal no 'Amis або Pangcah) — тайванська мова, якою говорять аміс (або амі), корінний народ Тайваню, що живе вздовж його східного берега. Є найпоширенішою з тайванських мов, якою говорять від міста Хуалянь на півночі до Тайдуна на півдні; також є аміси що живуть на півострові Хенчун близ південного краю острова, проте мова амісів півночі вважається окремою мовою.
Державні послуги у районах, де живуть аміси, надаються їхньою мовою: наприклад, залізничні станції у Хуалянь та Тайдуні роблять оголошення амісською та мандаринською мовами. Однак, небагато амісів віком до 20 років у 1995 були спроможні говорити амісською мовою. Невідомо, скільки конкретно з 200 000 амісів знають свою мову, але вважається, що третина корінних тайванців знають власні мови.

## Діалекти
Мова аміс — кластер діалектів. Є п'ять діалектів: південна аміс, тавалонґ-ватаан, центральна аміс, Ченкун-кваншань та північна аміс (Нанші-аміс, що включає натаоран).
Сакізая — мова на межі вимирання, якою говорять найпівнічніші аміси, але вона не є взаємно зрозумілою з північною аміс.

## Фонологія
У наступній таблиці наведено фонеми центральної аміс.

### Приголосні
|                     | Губні | Зубні     | Ясенні | Палатальні | Задньоязикові | Фарингальні | Гортанні |
| ------------------- | ----- | --------- | ------ | ---------- | ------------- | ----------- | -------- |
| Носові              | m     | n̪ ⟨n⟩     |        |            | ŋ ⟨ng⟩        |             |          |
| Проривні й африкати | p     | t̪ ⟨t⟩     | t͡s ⟨c⟩ |            | k             | ʡ ~ ʢ ⟨ʼ⟩   | ʔ ⟨^⟩    |
| Фрикативи           | v ⟨f⟩ | ð ~ ɮ̪ ⟨d⟩ | s ⟨s⟩  |            | (ɣ) ⟨g⟩       | ʜ ⟨h⟩       |          |
| Дрижачі             |       |           | r ⟨r⟩  |            |               |             |          |
| Бокові одноударні   |       |           | ɺ̠ ⟨l⟩  |            |               |             |          |
| Апроксиманти        | w ⟨w⟩ |           |        | j ⟨y⟩      |               |             |          |

Дзвінкий задньоязиковий фрикативний /ɣ/ наведено у дужках, бо він зустрічається лише в запозиченнях, як-от rigi /riˈɣiʔ/ 'хребет між ділянками рисового поля'.
Надгортанні приголосні важко класифікувати. Деякі джерела відносять їх до фарингальних або навіть увулярних. Незрозуміло, чи є [h] окремою від [ʜ] фонемою, чи лише алофоном. Глухий фарингальний фрикативний [ħ] є алофоном /ʜ/ наприкінці слова.
Глухі проривні /p t k ʡ/ та африкат /t͡s/ у скупченнях приголосних чітко вимовляються, тож слово cecay (один) вимовляється як [t͡sᵊt͡saj]; як і /s/: sepat (чотири) — [sᵊpatʰ]. Виключенням є гортанна змичка, що затримується наприкінці складу. Дзвінкі фрикативні /v ɮ ɣ/ оглушуються до [f ɬ x] наприкінці, а інколи на початку вимови. /ɮ/ може бути міжзубним або зазубним. Сибілянти, /t͡s s/, можуть ставати палаталізованими ([t͡ɕ ɕ]) перед /i/. Фонема /j/ не може опинитись на початку слова. /ɺ/ часто є заясенним, та він чітко вимовляється (не затримується) наприкінці слова: [ʡuʡuɺ̠ᵊ] «fog».
/ɮ/ значно варіюється у різних діалектах. У селищі Фенбінь, розташованому в центрі ареалу амісів, ця фонема вимовляється як дзвінкий зубний фрикативний [ð], а в місті Канко, що знаходиться лише за 15 кілометрів від Фенбінь, — боковий [ɮ̪]. У північній аміс, це проривний [d̪], що між голосними може послаблюватись до [ð]. Є також свідчення, що на півночі також інакше вимовляються надгортанні приголосні, але інформація про це суперечлива. У центральній аміс, фонема /ʜ/ завжди глуха, а /ʡ/ часто супроводжується вібраціями, що може означати, що звук вимовляється, як надгортанний дрижачий [ʢ]. Едмонсон та Елсінґ зазначають, що ця фонема є надгортанною на початку та посеред вимови, але в самому кінці вона стає епіглото-фарингальною.
Споріднена мова сакізая, розрізнює дзвінкий /z/ та глухий /s/.
На письмі, /ts/ пишеться, як ⟨c⟩, /j/ — ⟨y⟩, /ʡ/ — ⟨'⟩, /ʔ/ — ⟨^⟩, /ɮ/ — ⟨d⟩, /ŋ/ — ⟨ng⟩, та /ʜ/ — як ⟨x⟩.

### Голосні
|         | Передні | Середні | Задні |
| ------- | ------- | ------- | ----- |
| Високі  | i       |         | u     |
| Середні |         | (ə̆)     | u     |
| Низькі  |         | a       |       |

В мові аміс є три головних голосних, /i a u/. Хоч мала кількість голосних фонем дає простір для варіації у їх вимові, вони доволі близькі до відповідних їм звуків [i] [a] [u], хоч і звуки /a/ та /u/ тяжіють одне до одного (можуть звучати ближче до [o]), у той час, як із /i/ такого явища нема (зближення до звука [e]).
Поміж приголосних у групі може виникати епентетичний глухий звук шва, вказаний в таблиці в дужках. Щоправда, шва виступає самостійною фонемою у небагатьох словах (де записується як «e»). Втім, нема випадків, де наявність чи відсутність шва змінює значення слова, тож якщо такі шва також є епентетичними, то в такому разі у мові аміс є слова, що не містять голосних фонем взагалі. Приклади слів із таким «е»: malmes — «сумний», що вимовляється як [maɺə̆mːə̆s]; ’nem «шість», вимовляється, як [ʡnə̆m] або [ʡə̆nə̆m].

### Наголос
Наголос зазвичай падає на останній склад.

## Приклади слів
| - lotong: мавпа - fafoy: свиня - wacu: собака | - cecay: один - tosa: два - tolo: три - sepat: чотири - lima: п'ять | - 'enem: шість - pito: сім - falo: вісім - siwa: дев'ять - polo': десять |

| Українська | Аміс  | Тагалог | Пангасінан | Капампанган | Ілокано   | Яванська | Сунданська | Малайська |
| ---------- | ----- | ------- | ---------- | ----------- | --------- | -------- | ---------- | --------- |
| один       | cecay | isa     | sakey      | isa         | maysa     | siji     | hiji       | satu      |
| два        | tosa  | dalawa  | dua        | adwa        | dua       | loro     | dua        | dua       |
| три        | tolo  | tatlo   | talo       | atlo        | tallo     | telu     | tilu       | tiga      |
| чотири     | sepat | apat    | apat       | apat        | uppat     | papat    | opat       | empat     |
| п'ять      | lima  | lima    | lima       | lima        | lima      | lima     | lima       | lima      |
| шість      | 'enem | anim    | anem       | anam        | inem      | enem     | genep      | enam      |
| сім        | pito  | pito    | pito       | pitu/pito   | pito      | pitu     | tujuh      | tujuh     |
| вісім      | falo  | walo    | walo       | walu/walo   | walo      | wolu     | dalapan    | delapan   |
| дев'ять    | siwa  | siyam   | siyam      | siam        | siam      | sanga    | salapan    | sembilan  |
| десять     | polo' | sampu   | samplo     | apulu/apulo | sangapulo | sepuluh  | sapuluh    | sepuluh   |

- У мові тагалог: baboy (свиня), aso (собака), tatlo (3), apat (4), lima (5), anim (6), pito (7), walo (8)
- У капампанган: asu (собака), atlo (3), apat (4), lima (5), anam (6), pitu/pito (7), walu/walo (8), siyam (9), apulu/apulo (10), ama (батько), ima (мати)
- В ілокано: baboy (свиня), aso (собака), maysa (1), dua (2), tallo (3), uppat (4), lima (5), inem (6), pito (7), walo (8), siam (9), sangapulo (10)
- У яванській: lutung (мавпа), babi (свиня), asu (собака), siji (1), loro (2), telu (3), papat (4), lima (5), enem (6), pitu (7), wolu (8), sanga (9), sepuluh (10)
- У сунданській: lutung (мавпа), babi (свиня), hiji (1), dua (2), tilu (3), opat (4), lima (5), genep (6), tujuh (7), dalapan (8), salapan (9), sapuluh (10)
- У малайській: lotong/lutung (мавпа), babi (свиня), satu (1), dua (2), tiga (3), empat (4), lima (5), enam (6), sembilan (9), sepuluh (10)

Стаття 1 Загальної декларації прав людини мовою аміс/панцах:
- Chiyu mahufuchay tu tamlaw, maemin pingdeng ichunyan a kngli. Iraay chaira lishing a naay a naay a harateng, pimaulahsha u harateng nu kaka shafa.
- Переклад: Всі люди народжуються вільними і рівними у своїй гідності та правах. Вони наділені розумом і совістю і повинні діяти у відношенні один до одного в дусі братерства.